# Droué
Droué ist eine französische Gemeinde mit 1.027 Einwohnern (Stand: 1. Januar 2022) im Département Loir-et-Cher in der Region Centre-Val de Loire; sie gehört zum Arrondissement Vendôme und zum Kanton Le Perche. Die Einwohner werden Drouésiens genannt.

## Geographie
Droué liegt am Fluss Egvonne an der Grenze zum Département Eure-et-Loir auf halber Strecke zwischen Orléans und Le Mans, 21 Kilometer westsüdwestlich von Châteaudun und etwa 53 Kilometer nordnordwestlich von Blois. Droué wird umgeben von den Nachbargemeinden La Fontenelle im Nordwesten und Norden, Le Poislay im Norden, Boisgasson im Osten, Bouffry im Osten und Süden, La Chapelle-Vicomtesse im Süden und Südwesten sowie Boursay im Westen und Südwesten.  Durch die Gemeinde führen die Bahnstrecke Chartres–Bordeaux und die Schnellfahrstrecke LGV Atlantique. Die nördliche Gemeindegrenze folgt der Römerstraße Chemin de César.

## Bevölkerungsentwicklung
| Jahr                       | 1962 | 1968 | 1975 | 1982 | 1990 | 1999 | 2006 | 2014 | 2021 |
| Einwohner                  | 1022 | 1065 | 1291 | 1322 | 1353 | 1205 | 1134 | 990  | 1017 |
| Quellen: Cassini und INSEE |      |      |      |      |      |      |      |      |      |

## Sehenswürdigkeiten
- Pierre Cochée (Wetzstein), Monument historique seit 1887
- Kirche Notre-Dame in Boisseleau aus dem 12. Jahrhundert, Monument historique seit 1973
- Kirche Saint-Nicolas in Bourguérin aus dem 15./16. Jahrhundert
- Schloss und Park Droué aus dem 17. Jahrhundert, Monument historique
- Wasserturm

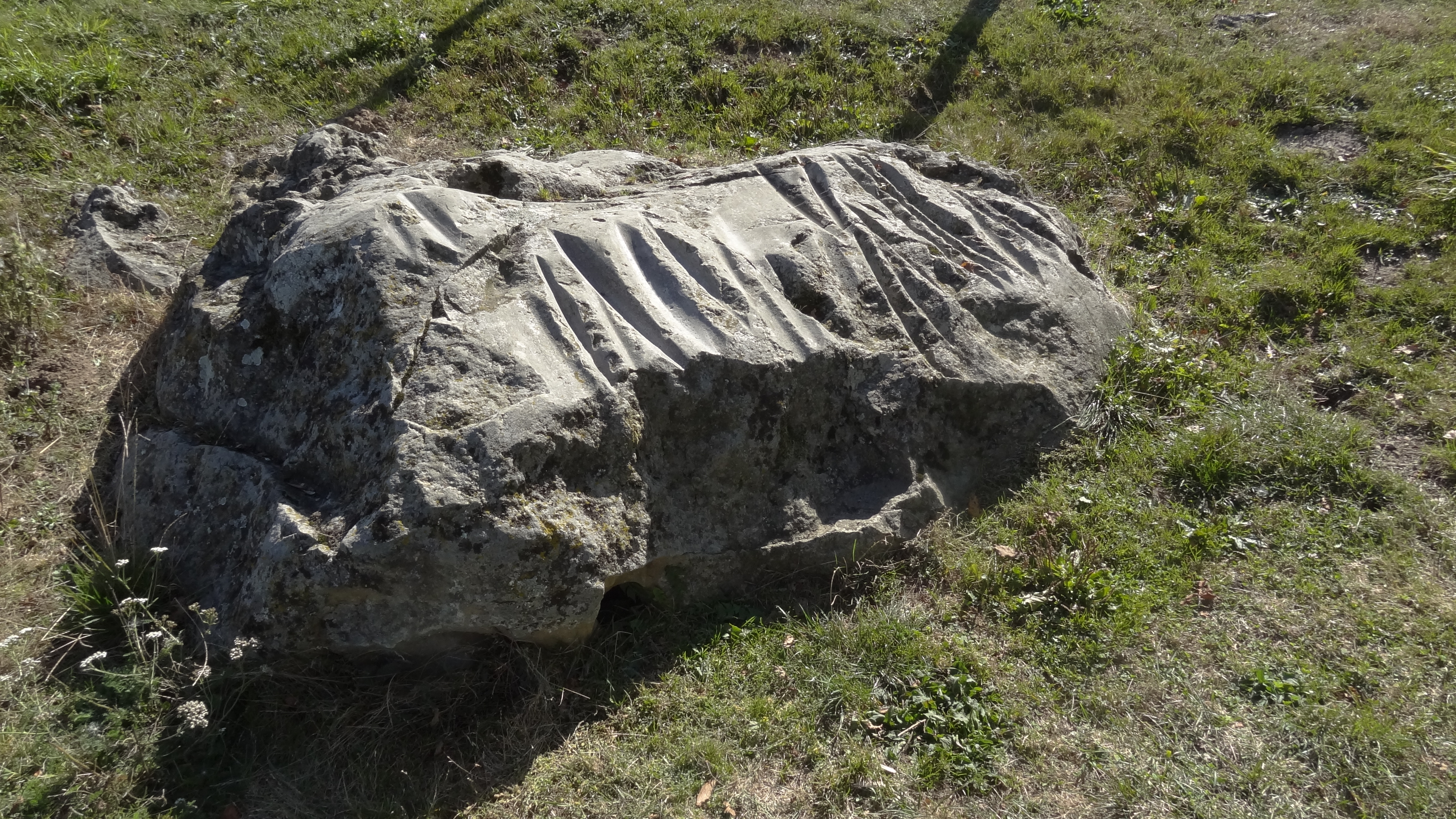
Pierre Cochée
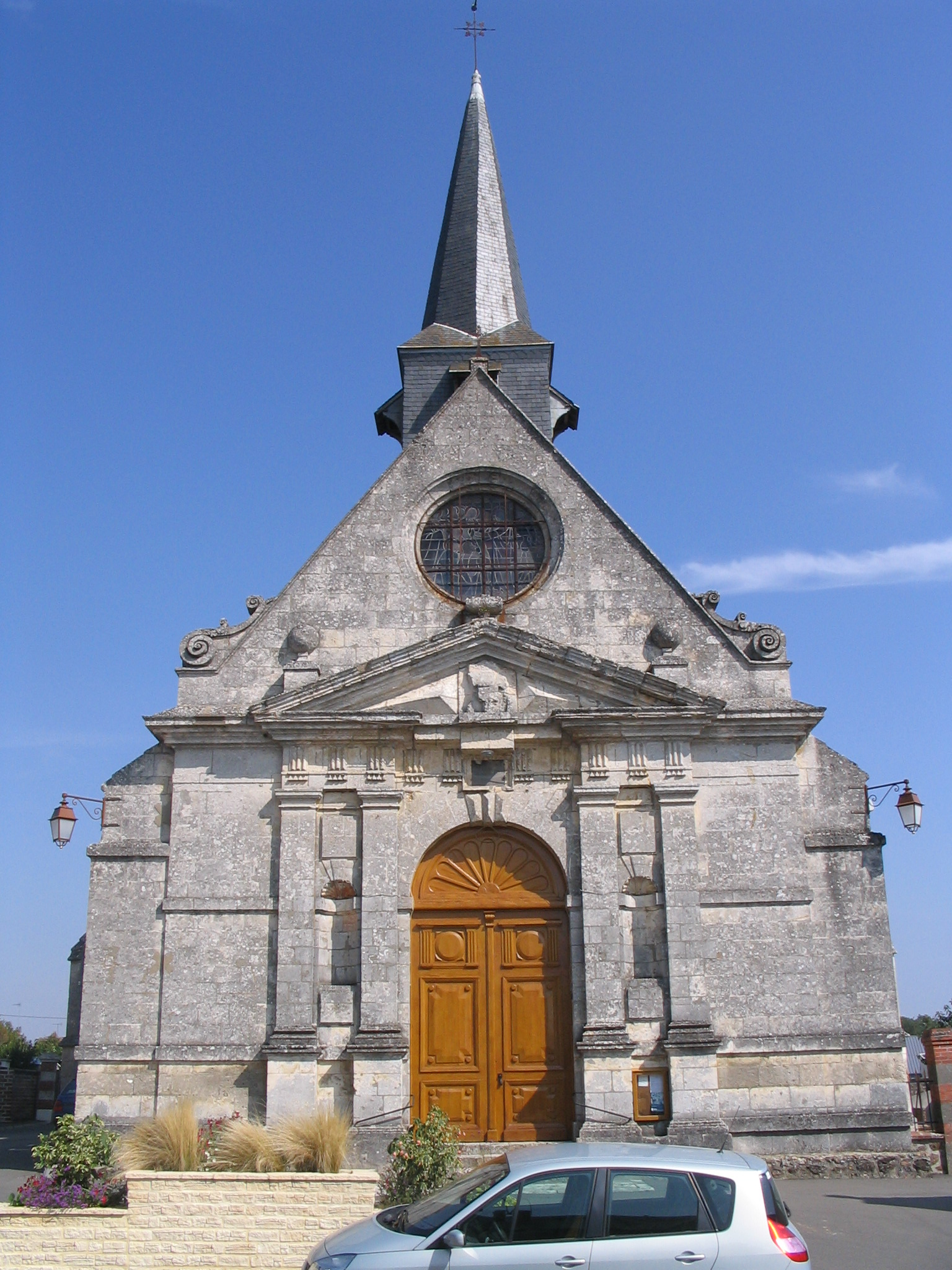
Kirche Saint-Nicolas
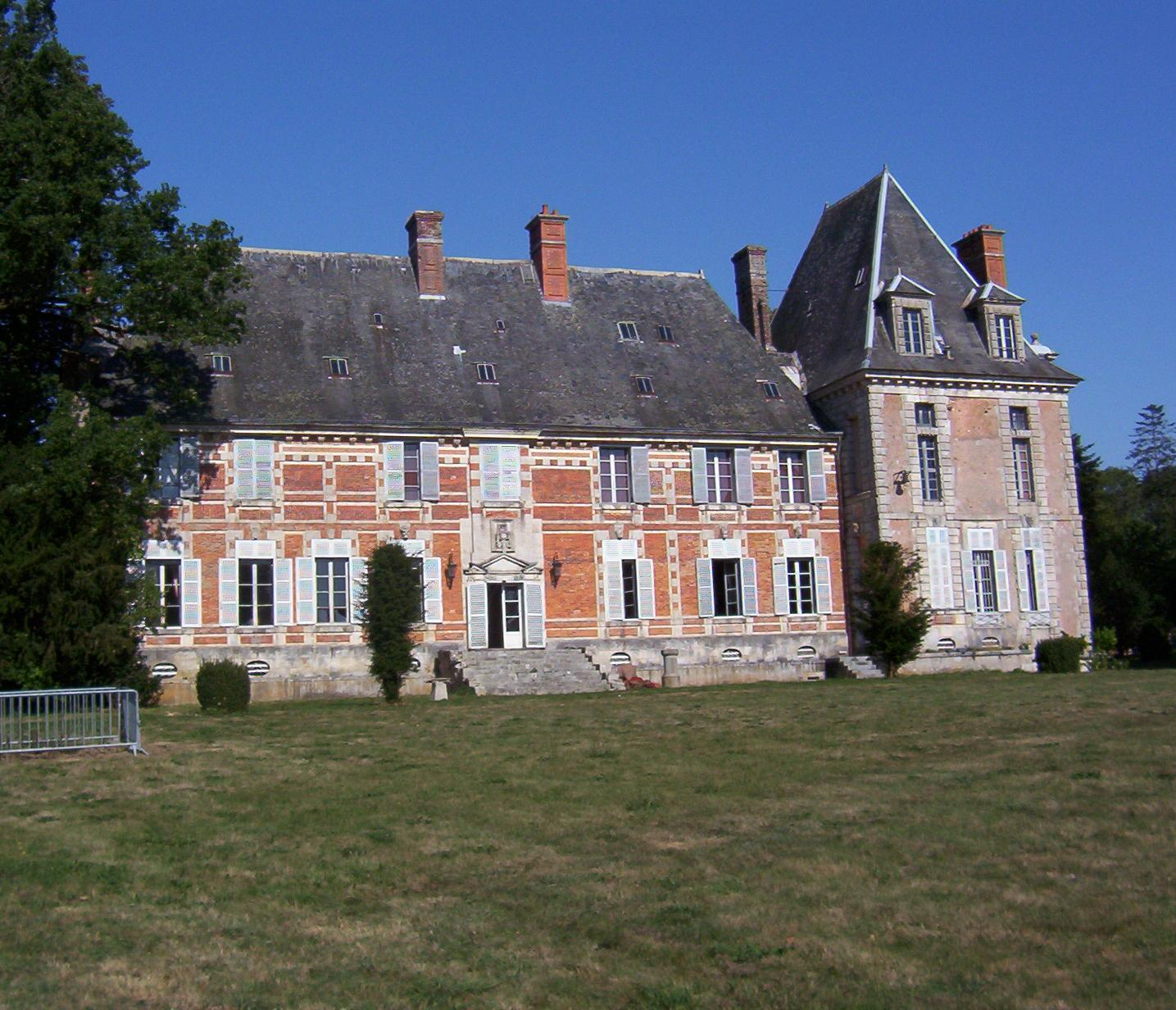
Schloss Droué
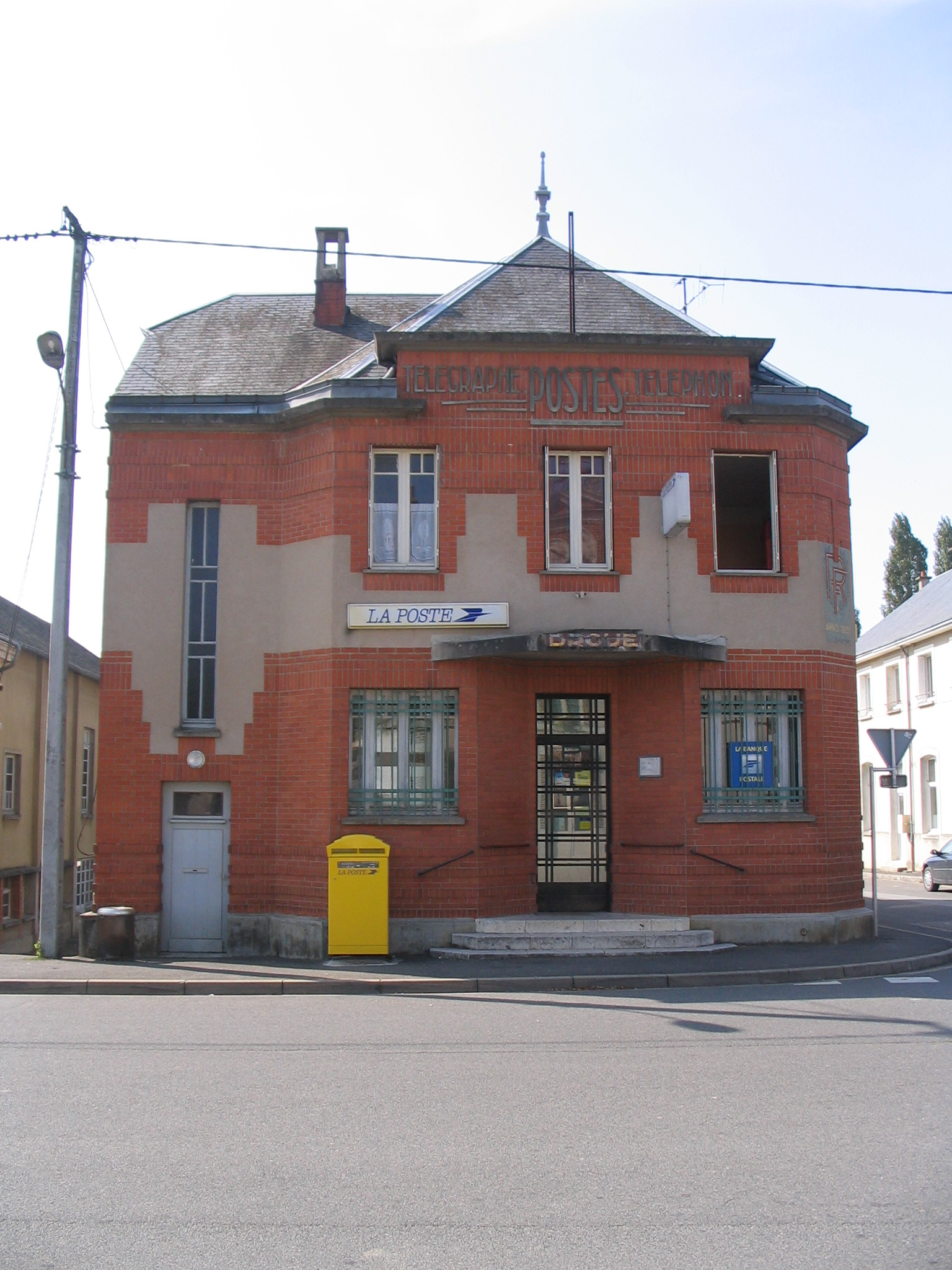
Postamt

## Gemeindepartnerschaften
Mit der deutschen Gemeinde Gondelsheim in Baden-Württemberg seit 1979 und der britischen Gemeinde Rothwell in Northamptonshire (England) bestehen Partnerschaften.